# Vilella (Sarroca de Bellera)
Vilella és un poble del municipi de Sarroca de Bellera, a la comarca del Pallars Jussà. Formava part del terme primitiu de Sarroca de Bellera.
Està situat a menys de 500 metres en línia recta al nord del seu cap de municipi, però uns cent metres més enlairat. S'hi arriba per una pista rural asfaltada que en 2,5 km de recorregut puja fins al poble.

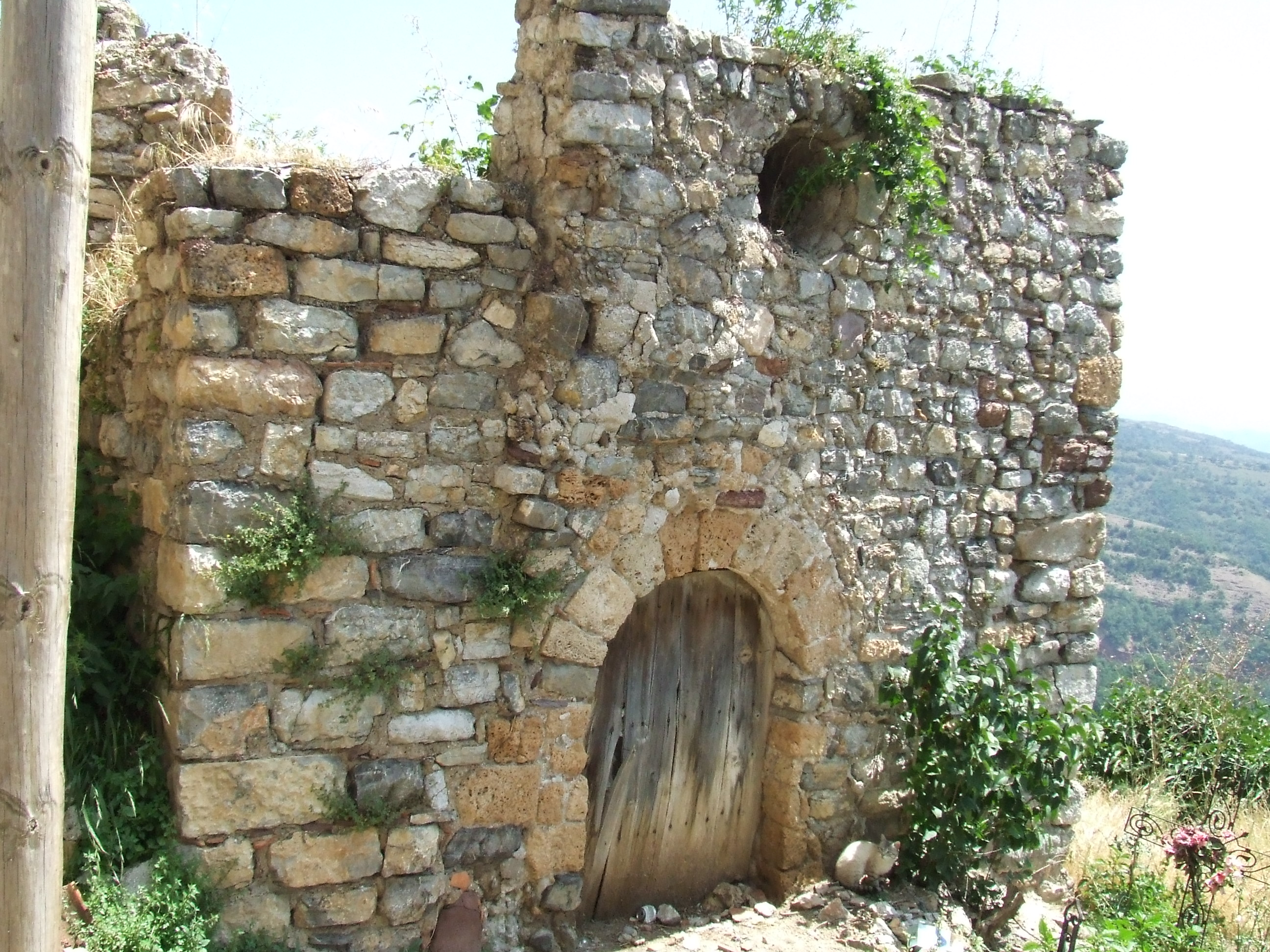
Sant Esteve de Vilella, en ruïnes

És un poble clos molt característic, ja que la major part dels seus dos carrers interiors transcorren per dessota de les mateixes cases. Tres portals permetien d'accedir-hi. Les parets exteriors, que formen un contínuum quasi circular són de força alçada, sobretot pel costat que mira a Sarroca de Bellera.
Vilella té una capella dedicada a sant Esteve. Actualment està caiguda, i, fora de les quatre parets mestres, és un munt de ruïnes. Una part dels elements conservats, però, fan pensar que una part de l'església era romànica.

## Història
El 1381, en un fogatjament, Vilella tenia 5 focs (uns 25 habitants), que havien passat a ser 10 el 1981, i 8 el 2005.
A principis del segle xxi, i des d'alguns anys abans, de les poques cases que ja tenia Vilella, només n'han quedat dues d'habitades: Casa Sellent i Casa Jaume.
| Elements del clos del poble | Elements del clos del poble  | Elements del clos del poble   | Elements del clos del poble |
| --------------------------- | ---------------------------- | ----------------------------- | --------------------------- |
| Portal nord-oest            | Carrer per sota de les cases | Portal sud, sota Casa Sallent |                             |
| Portal nord-oest            | Carrer per sota de les cases | Portal sud, sota Casa Sallent |                             |